# Benjamin Biram
Benjamin Biram (* 1804; † 1857) hat in South Yorkshire (England) gelebt, wo er im Jahre 1842 das Flügelrad-Anemometer erfunden hat.
Biram arbeitete als Steward für den Minenbesitzer Earl Fitzwilliam. Das Anemometer wurde dort in den Minen benutzt, um den Durchsatz der durch künstliche Ventilation erzeugten Atemluft zu messen.
Das Biram-Anemometer, wie es nach ihm benannt wurde, ist im Jahr 1842 erstmals patentiert worden und wurde seit 1845 von John Davis aus Derby hergestellt. In der ersten Version war es ein offenes Flügelrad, ab 1862 wurde es dann vom Hersteller Casartelli zum Schutz der Flügel mit einem Außenreifen versehen, und an Bergwerke und Minen verkauft.